# Edgar Alexander Mearns
Edgar Alexander Mearns est un chirurgien militaire et un ornithologue américain, né le 11 septembre 1856 à Highland Falls, près de New York, et mort le 1er novembre 1916 à Washington. 

## Biographie
Ses parents, Alexander et Nancy Reliance Mearns, sont nés à Clarswell.  Son grand-père, Alexandre était d'origine écossaise et a déménagé à Highland Falls en 1815. Edgar Alexander a fait ses études au Donald Highland Institute puis des études de médecine et de chirurgie au Collège Columbia où il a obtenu son diplôme en 1881. En 1881, il se marie. Un fils et une fille naissent bientôt de cette union. De 1882 à 1899, il est chirurgien militaire puis dans diverses institutions militaires jusqu'en 1903. Mearns, avec quelques autres ornithologues, fonde l'Union américaine d'ornithologie en 1883. De 1903 à 1904, il se rend aux Philippines mais doit rentrer du fait d'une infection parasitaire. Il y repart de 1905 à 1907, en passant par l'île de Guam. En 1909, il prend sa retraite de l'armée avec le grade de lieutenant-colonel. Il accompagne ensuite Theodore Roosevelt avec qui il se lie d'amitié lors un voyage en Afrique. De 1911 à 1912, il repart pour la seconde fois en Afrique. Son fils né en 1886 meurt en 1912.

## Son travail d'ornithologue
Il décrit plusieurs espèces d'oiseaux comme le Souimanga de Bolton ou le Cisticole des Borans. Certaines espèces portent son nom, comme le reptile Petrosaurus mearnsi ou l'acacia Acacia mearnsii.